# Leptataspis semicincta
Leptataspis semicincta är en insektsart som först beskrevs av Walker 1851.  Leptataspis semicincta ingår i släktet Leptataspis och familjen spottstritar. Inga underarter finns listade i Catalogue of Life.